# Quercus dinghuensis
Quercus dinghuensis — вид рослин з родини букових (Fagaceae), ендемік Китаю — провінції Гуандун.

## Опис
Дуб досягає 8 метрів заввишки. Молоді гілочки сіро-коричневі, воскові, волохаті; старші гілочки попелясто-сірі, безволосі. Листки 8–9 × 2–2.5 см, довгасто-еліптичні, вічнозелені; верхівка округла, основа клиноподібна або віддалено закруглена; край цілий і трохи загнутий; спочатку дуже волохаті, стаючи голими; верх темно-зелений; низ сіро-зелений; ніжка 10–15 мм. Період цвітіння: березень — квітень. Жолуді найчастіше парні, еліптичні, 30–35 мм завдовжки, 17–20 мм ушир; чашечка 18 мм завдовжки, 20–25 мм ушир, луска в 4–5 концентричних кільцях, закриває 1/3 горіха.

## Середовище проживання
Ендемік Китаю — провінції Гуандун. Росте у широколистяних вічнозелених лісах у гірських районах до 1000 метрів.

## Загрози
Відбулася значна урбанізація та переробка земель в межах ареалу виду. Вид може бути вразливим до місцевого збору дров.